# Grande Rivière à Goyaves
Pour les articles homonymes, voir Grande Rivière.
Ne doit pas être confondu avec Petite Rivière à Goyave.
La Grande Rivière à Goyaves est le plus important cours d'eau et fleuve côtier de Guadeloupe, sur l'île de Basse-Terre.

## Géographie
Longue de 38,7 km, la Grande Rivière à Goyaves prend sa source à 1 155 m d'altitude sur les pentes orientales du morne Bel-Air et septentrionales du Morne Nores, au centre de l'île de Basse-Terre. 
Elle s'écoule en direction du nord en traversant la commune de Petit-Bourg, avant de bifurquer vers l'est, de traverser une mangrove et de se jeter dans le Grand Cul-de-sac marin. Dans son cours inférieur, elle serpente dans la plaine et marque la frontière entre les communes de Sainte-Rose et de Lamentin.

## Affluents
Captant les cours de différentes ravines dans sa partie amont, les principaux affluents de la Grande Rivière à Goyaves sont successivement la rivière Moko, la rivière Palmiste, la rivière Petit-Baron, la ravine Justin, la ravine Camargo, la ravine Gros-Nombril, l'importante rivière Bras-David (rg) (au lieu-dit Duclos), la ravine Laraye, la rivière Bras-de-Sable (au lieu-dit de Ravine Chaude), la rivière Frédérique, la rivière Madelonnette, la rivière du Premier-Bras, la ravine Bois-Neuf, la ravine Grand-Boucan, la rivière Ancenneau et le Fond Goro.

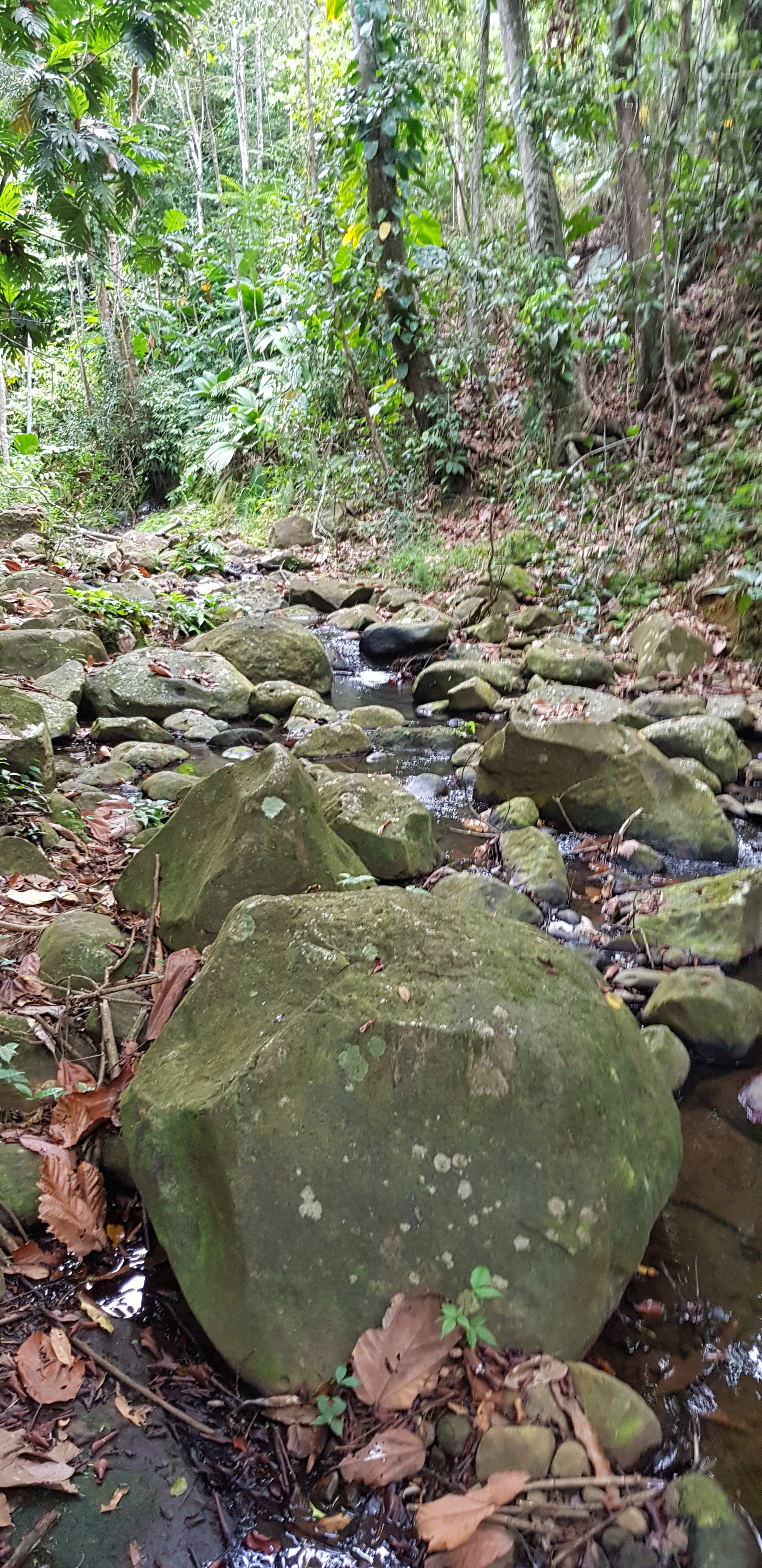
Ravine Grand Boucan.
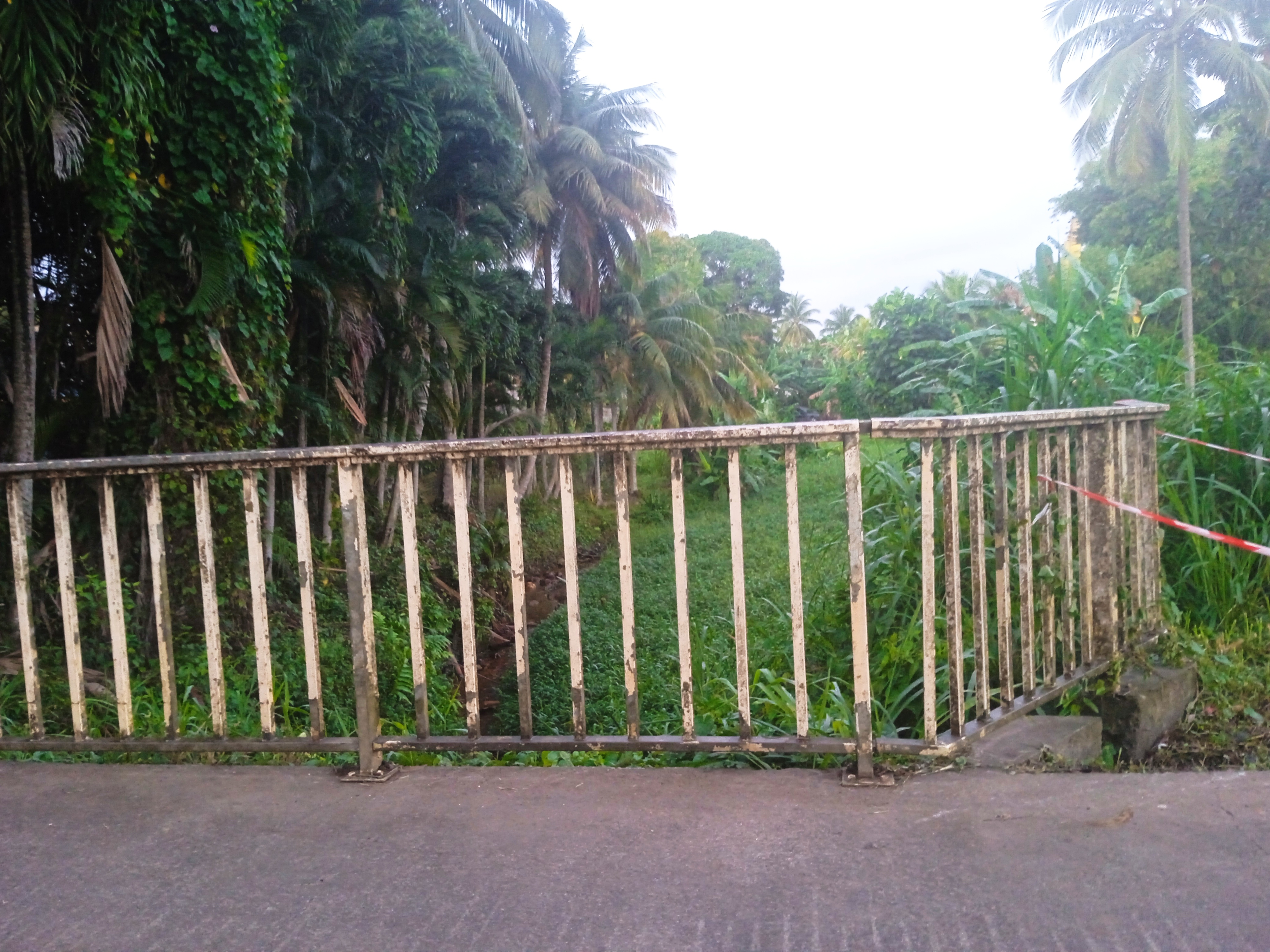
Rivière Ancenneau, en direction de la montagne.
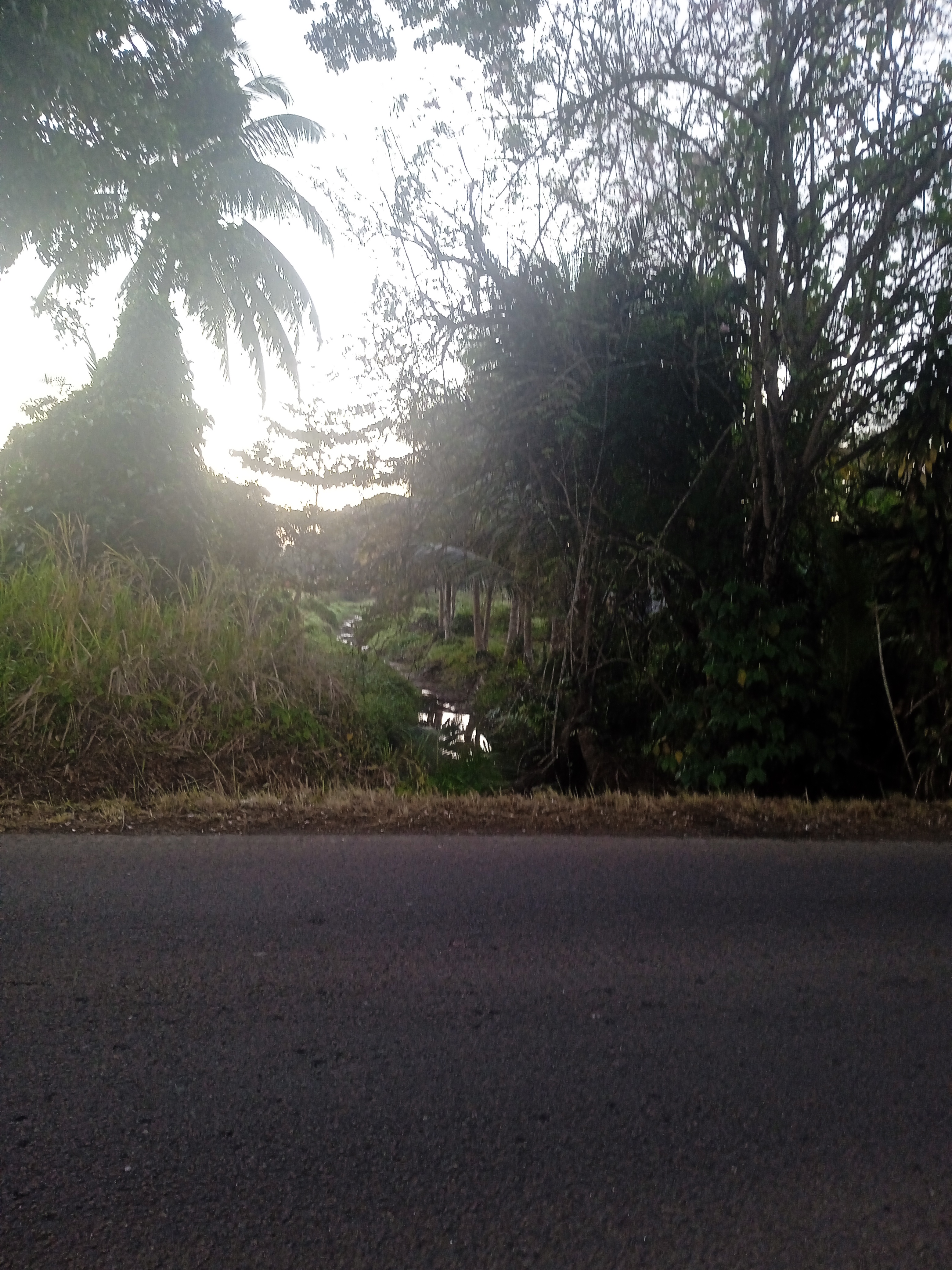
Rivière Ancenneau, en direction de la Grande Rivière à Goyaves.

## Hydrologie
Son régime hydrologique est dit pluvial tropical.

## Captation de l'eau potable
La Grande Rivière à Goyaves est importante pour l'alimentation en eau potable de l'île – qui est un problème récurrent dans plusieurs sections du nord de la Basse-Terre – avec l'usine de production d'eau de Vernou construite en 1966 pour fournir le réseau public des sections des hauteurs de Petit-Bourg (Glacière, Cocoyer, La Lézarde, Gommier, Fougères, Colin, Barbotteau, Prise d'eau et Tabanon), des quartiers de Baie-Mahault (sauf Jarry, de Moudong et du bourg) et comme usine de secours pour celle de Lamentin soit une population totale de 30 000 personnes. En 2019, des travaux de rénovation sont entrepris pour pallier la vétusté des installations et augmenter de 600 m3/h à 700 m3/h le volume de captage et de traitement des eaux afin subvenir aux besoins et de réaliser une connexion avec le réseau de la Grande-Terre où le problème d'alimentation est encore plus important.
À ce titre les eaux de la Grande Rivière et celles de la rivière Bras-David alimentent la retenue du barrage de Létaye, mis en service en 2002 sur le territoire de la commune du Moule, d'une capacité de stockage de 700 000 m3, mais qui est souvent déficitaire durant la période de carême.